# میالیانو
میالیانو (به ایتالیایی: Miagliano) یک کومونه در ایتالیا است که در استان بیه‌لا واقع شده‌است.

## خصوصیات
میالیانو ۰٫۷ کیلومترمربع مساحت و ۶۳۱ نفر جمعیت دارد.